# Alportův syndrom
Alportův syndrom, či též dědičná nefritida, je dědičné onemocnění, při kterém je postižena funkce ledvinových glomerulů. Dysfunkce spočívá ve ztenčení bazálních membrán glomerulů díky špatné syntéze α–řetězců kolagenu IV.

## Historie
Toto vrozené onemocnění popsal v roce 1927 doktor Cecil A. Alport díky britské rodině, ve které se vyskytovali v několika generacích muži postižení současně hluchotou a progredující nefropatií. Na podstatu onemocnění se přišlo až v 70. letech 20. století.

## Příčiny
Alportův syndrom je nejčastěji způsoben mutací genu pro α5 řetězec kolagenu IV (nejčastěji mutace genu COL4A5 na X chromozomu), méně často mutací genu pro α3 nebo α4 řetězec kolagenu IV. Dědičnost může být X-vázaná, autosomálně recesivní i autosomálně dominantní. Mutace způsobí tvorbu defektních řetězců, které jsou následně degradovány, nedojde k vytvoření komplexu α3,4,5 v bazální membráně. Díky tomu je bazální membrána více náchylná k proteolýze, což se projeví jako morfologickými změnami – rozvláknění bazální membrány a střídání jejích rozšířených a zúžených úseků.
| Mutované geny u Alportova syndromu | Mutované geny u Alportova syndromu | Mutované geny u Alportova syndromu | Mutované geny u Alportova syndromu | Mutované geny u Alportova syndromu |
| Gen                                | Lokus                              | Protein                            | Dědičnost                          | % případů                          |
| ---------------------------------- | ---------------------------------- | ---------------------------------- | ---------------------------------- | ---------------------------------- |
| COL4A5                             | Xq22.3                             | řetězec α5 kolagenu IV             | X-vázaná                           | 80 %                               |
| COL4A3                             | 2q36–q37                           | řetězec α3 kolagenu IV             | autosomálně recesivní/dominantní   | 15 % u AR, 5 % u AD                |
| COL4A4                             | 2q36–q37                           | řetězec α4 kolagenu IV             | autosomálně recesivní/dominantní   | 15 % u AR, 5 % u AD                |

## Důsledky
Pro klasický Alportův syndrom je typické postižení funkce ledvin (projevuje se jako nefritický nebo nefrotický syndrom). U plně vyvinutého Alportova syndromu (jinak také progresivní hereditární nefritida) se přidávají oboustranné poruchy sluchu a očí.
K poruchám očí se řadí přední lentikonus (je prakticky patognomický), makulopatie, zadní polymorfní dystrofie rohovky a rohovkové eroze.
Kolagen IV se také vyskytuje v bazální vrstvě epidermis. Zde tento nedostatek nevede k žádným potížím a může být použit k určení diagnózy.
Jako tzv. syndrom tenkých bazálních membrán je nazývána mírnější forma X-vázaného Alportova syndromu, mutace genu COL4A3 nebo COL4A4. Tento syndrom také může být označen pro svou morfologii jako neprogresivní hereditární nefritida nebo pro svůj projev také jako tzv. benigní familiární hematurie.

## Diagnostika
Diagnostika spočívá ve fyzikálním vyšetření a anamnéze, detailní rodinné anamnéze a případné analýze moči u blízkých příbuzných, imunohistochemickém vyšetření bazální membrány v ledvinové nebo kožní biopsii, vyšetření biopsie ledviny pomocí elektronového mikroskopu a molekulárně genetickém vyšetření genů COL4A3, COL4A4 a COL4A5.
Pokud lékař objeví mikroskopickou hematurii, je třeba vždy pomýšlet na Alportův syndrom.
Klinické příznaky podporující podezření na Alportův syndrom dělíme do tří skupin:
- renální: mikrohematurie, proteinurie, hypertenze a renální insuficience.
- sluchové: oboustranná ztráta sluchu ve vysokých frekvencích .
- oční: přední lentikonus (15–20 % případů), perimakulární hyperpigmentace (30 % případů).

Do rodinné anamnézy se řadí často hematurie, hluchota a/nebo terminální fáze renálního selhání.
Mezi klinické příznaky podporující podezření na syndrom tenkých bazálních membrán patří přetrvávající hematurie bez renálního selhání jak u postiženého jedince tak v rodinné anamnéze.

## Terapie
Léčba je jen symptomatická a spočívá v korekci krevního tlaku a snížení proteinurie. Jediná možná terapie u terminální fáze renálního selhání při Alportově syndromu je v současné době hemodialýza nebo transplantace ledviny. V budoucnosti se uvažuje o léčení pomocí genové terapie.